# Estsanatlehi
Estsanatlehi è una divinità della natura, appartenente al culto religioso apache e navajo. Il nome della dea significa: "Donna che si rinnova", "Donna della conchiglia". La dea ha contribuito, secondo la mitologia navajo, alla creazione del cielo e della terra.

## Aspetto, forme e attributi
Nella mitologia dei Navajo, Estsanatlehi rappresenta la "Madre di tutti", che si rinnova quattro volte l'anno, creando in tal modo le stagioni. In armonia con i cicli della natura e della donna, fiorisce in primavera, matura con l'estate, invecchia con l'arrivo dell'autunno, va in letargo d'inverno.
La divinità trasmise al popolo Navajo le chiavi per aprire le porte della conoscenza e della saggezza, insegnò la pratica del canto e delle celebrazioni, regolamentò i cicli lunari e quelli mestruali.
Insegnò agli antenati, dopo averli creati, quali regole dovessero rispettare per vivere in armonia con la natura.
Durante il cerimoniale, i suoi fedeli le offrono dono e anche cibi, inneggiano i canti specifici e narrano racconti sacri. Il rito più importante celebrato in suo onore è quello della pubertà.

## Narrazioni mitologiche
In base ai racconti mitologici, fu rintracciata dal Primo Uomo e dalla Prima Donna, che l'adottarono e la educarono. Quando si stava avvicinando il periodo della maturazione sessuale, la riportarono nel luogo dove l'avevano trovata e celebrarono, per la prima volta nella storia, il rito della pubertà.

## Rituale della pubertà
Il rito dura quattro giorni, durante i quali si alternano racconti, danze, festeggiamenti, riti magici.
Lo sciamano prega e invoca l'assistenza della divinità per rendere feconda la ragazza; se le invocazioni sono efficaci, allora lo spirito della divinità si impossessa della donna che, per il periodo della festa, diventa l'incarnazione della dea.
Uno dei rituali più significativi consiste nella preparazione di un amuleto magico, che dovrebbe raccogliere tutti i poteri della divinità, e che deve essere custodito dalla ragazza, per poterlo utilizzare in caso di bisogno.
La ragazza che, simbolicamente, consente alla divinità di ricongiungersi con il sole, al termine dei quattro giorni assurge ad un simbolo di pace e di prosperità.

## Altri nomi
- Asdząą Nádleehé
- Etsanatlehi
- Adząą Nádlene